# Caterham F1 Team
Caterham F1 Team fue una escudería malaya de Fórmula 1. Participó en las temporadas 2012, 2013 y 2014 sin sumar puntos. La base del equipo fue el anterior Team Lotus.

## Historia

### Antecedentes
La estructura del equipo surgió como parte de una iniciativa del Gobierno de Malasia, destinado a promover la unidad entre los malayos por un consorcio de empresas formado por AirAsia, Naza Motors y Tune Group, con licencia de Proton (que posee Lotus Cars) para el uso del nombre Lotus. Después que Lotus Cars decidiera terminar el acuerdo de licencia con el equipo, el 24 de septiembre de 2010, Tony Fernandes anunció en un comunicado de prensa que Tune Group había adquirido Team Lotus Ventures Ltd, la compañía dirigida por David Hunt desde 1994 cuando el equipo Lotus dejó de competir en la Fórmula 1. La compañía posee los derechos de la marca Team Lotus y el patrimonio histórico del equipo. En ese mismo anuncio el equipo confirmó que sería conocido como Team Lotus a partir de 2011.

### Compra de Caterham Cars
Después del anuncio el equipo se enfrentó a una demanda de Lotus Cars (propietario de los coches Lotus), por el derecho al uso del nombre «Lotus» en Fórmula 1. En abril de 2011, Fernandes anunció que Team Lotus Ventures había adquirido al fabricante británico de autos deportivos Caterham Cars.
En mayo de 2011, el Tribunal Superior dictaminó que el equipo podría seguir utilizando el nombre Lotus en la F1 y se confirmó a Fernandes como el propietario del nombre Team Lotus con el derecho a llamar a sus coches "Lotus" y usar el logotipo de la marca según los términos del acuerdo de 1985 entre Lotus Cars y Team Lotus. No obstante, Tony Fernandes decidió cambiar el proyecto frustrado de revivir al equipo original, pasando a competir desde 2012 como Caterham F1 Team para evitar futuras disputas legales.

### Temporada 2012

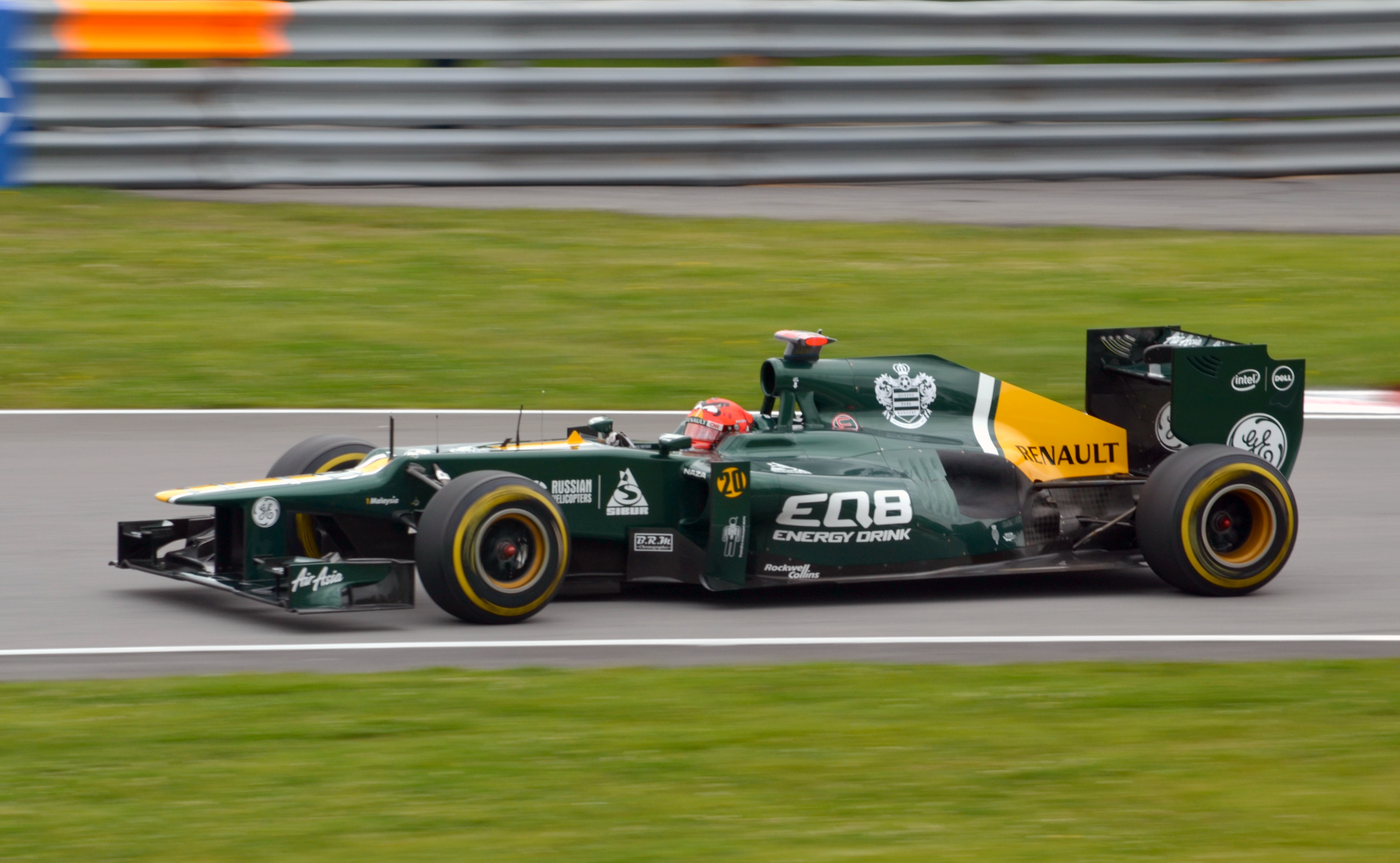
Heikki Kovalainen al volante del Caterham CT01.

Debido a que en el segundo año definitivo de su retorno Team Lotus culminó nuevamente sin ningún punto en su casillero, se confirmó que, para el 2012, Fernandes cambiaría el nombre de su equipo para Caterham F1 Team, desistiendo de su deseo de llevar a Lotus a repetir viejas hazañas, y permitiendo que Grupo Lotus utilice la base del exequipo Renault para continuar con el nombre Lotus dentro de la Fórmula 1. Como resultado, la reciente adquisición de Fernandes (Caterham Cars) participó en la temporada 2012 bajo la denominación Caterham F1 Team. Y por primera vez, cuenta con el sistema KERS, suministrado por Red Bull. Como otra novedad, el equipo cambió su sede, pasando a ubicarse en Leafield. Asimismo, el equipo decidió contratar a Vitaly Petrov en lugar de Jarno Trulli, pese a que este último había renovado previamente. Heikki Kovalainen continuó en la escudería malaya.
El Caterham CT01 marcó unos tiempos esperanzadores en los tests de pretemporada, de modo que el equipo confiaba en poder lograr su primer punto en F1.
El debut de Caterham en el GP de Australia no fue el deseado, ya que pese a superar a los HRT y Marussia en la clasificación, todavía estaban lejos de los equipos más establecidos; y en carrera ambos coches tienen que abandonar debido a fallos mecánicos. Dichos problemas no se repitieron en Malasia y los dos pilotos pudieron llegar a la meta, aunque en 16.º y 18.º puesto. En las siguientes carreras se consolidaron como un equipo con una muy buena fiabilidad, pero su rendimiento no distaba casi nada del de 2011 bajo el nombre de Lotus.
A principios de noviembre de 2012, Cyril Abiteboul sustituyó en el cargo de director del equipo a Tony Fernandes.
La escudería obtuvo la 10.ª posición del mundial de constructores in extremis, tras un 11.º puesto de Vitaly Petrov en la última carrera en Brasil. El balance final fue algo decepcionante teniendo en cuenta las expectativas iniciales.

### Temporada 2013
Caterham confirmó a Charles Pic y a Giedo van der Garde como pilotos titulares del Caterham CT03 para la temporada 2013. El jefe de equipo, Cyril Abiteboul, se mostraba realista y no confiaba mucho en las posibilidades de puntuar de su equipo. El comienzo de temporada del equipo anglo-malasio, todavía trasladándose a su nueva factoría de Leafield, fue bastante discreto, estando en ocasiones por detrás de Marussia; aunque con la llegada a Europa se fueron limando las diferencias y se situaron a su nivel.
En mayo de 2013, Caterham confirmó que seguirían usando los motores Renault en 2014, cuando se estrenarían los propulsores V6 turbo. Superado el ecuador de campeonato, la escudería malaya se centró ya en el próximo año ante la imposibilidad de lograr acercarse al resto de equipos, confiando solamente en superar a Marussia. Para lograrlo, tenían que obtener una 13.ª posición en una carrera, algo que logró la escudería anglo-rusa en Sepang. Finalmente, no fue posible, y Caterham terminó en 11.º y último lugar del campeonato.

### Temporada 2014: El ocaso

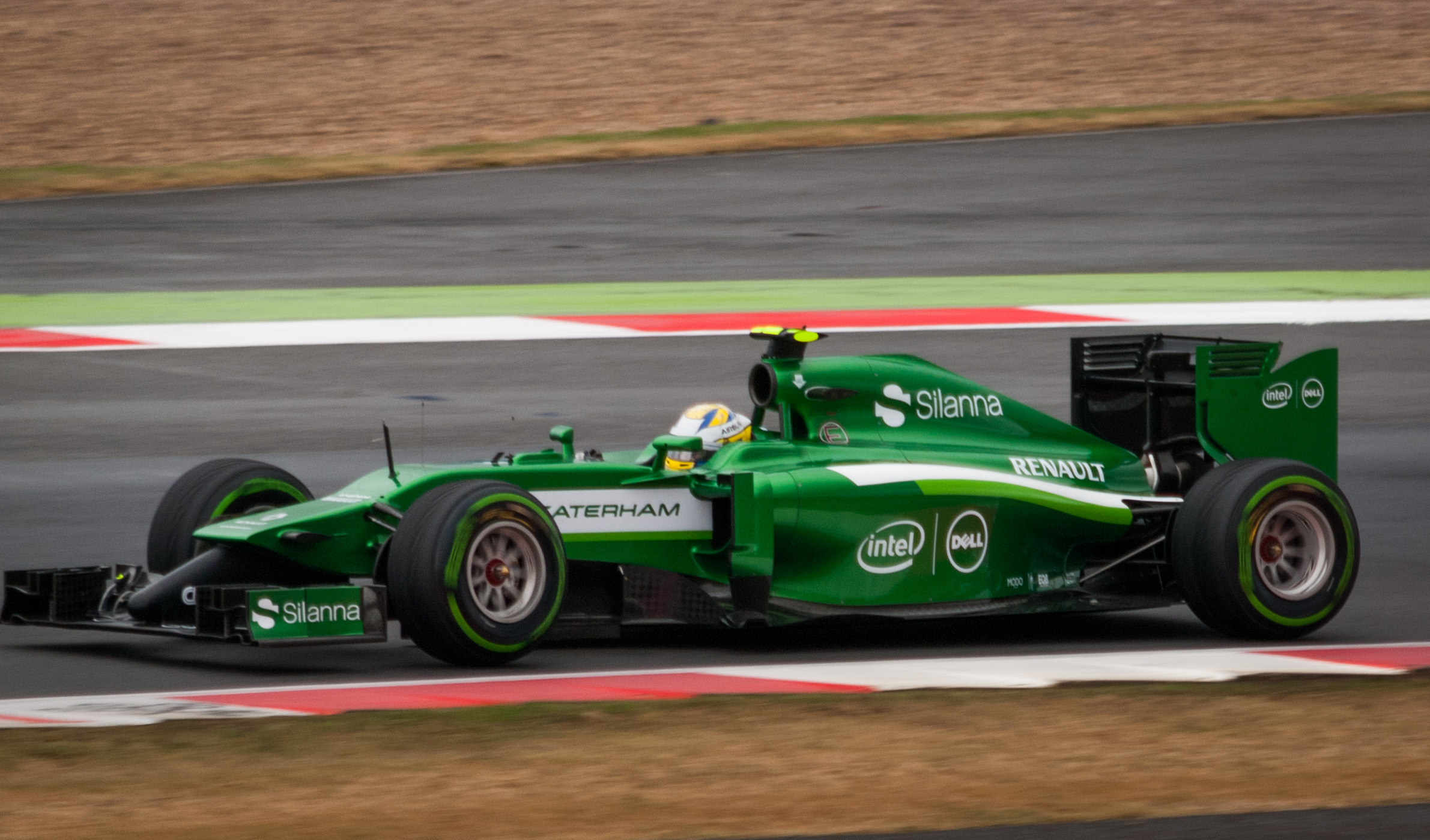
Marcus Ericsson en el Gran Premio de Gran Bretaña de 2014.

En enero de 2014, Caterham anunció que Kamui Kobayashi y Marcus Ericsson serían sus pilotos en 2014. Su nuevo coche, el CT05, fue mostrado al público por primera vez ese mismo mes con un diseño frontal bastante diferente del de la competencia.
Sin embargo, el rendimiento no fue distinto del de sus antecesores. En el GP de Mónaco, la escudería estuvo a punto de lograr sus primeros puntos, pero finalmente no lo consiguió, terminando 11.º y 13.º con sus dos coches. En las siguientes pruebas, fue el equipo con peor rendimiento. Tony Fernandes, propietario de Caterham, ya había dejado entrever a comienzos de año que el equipo podía abandonar la Fórmula 1 de volver a culminar sin puntos en su haber, una posibilidad que cada vez era más comentada ante los malos resultados.

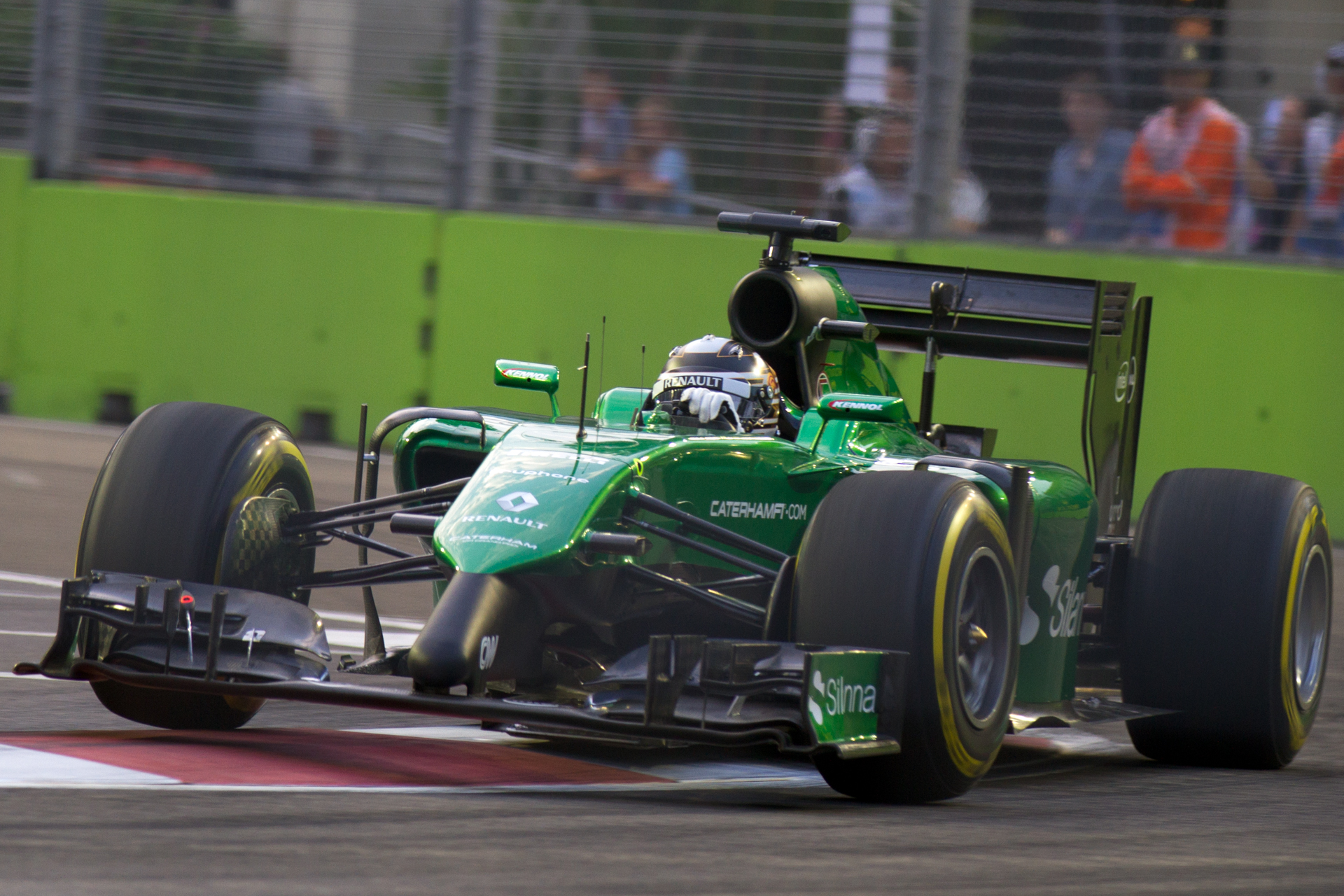
Kamui Kobayashi en el Gran Premio de Singapur, ya con el nuevo morro del equipo.

En julio, Fernandes confirmó la venta del equipo Caterham a un consorcio formado por inversores suizos y árabes. La adquisición implicó a Christijan Albers como el nuevo jefe de equipo y a Colin Kolles como consejero.
En el GP de Bélgica, André Lotterer corrió en lugar de Kamui Kobayashi, haciendo su debut en el campeonato. El piloto japonés volvería al volante para el resto del año. Tras el GP de Italia, Christijan Albers dejó el equipo inmediata por «razones privadas y familiares», siendo sustituido por Manfredi Ravetto.
En octubre el equipo finalmente fue embargado.  Al mismo tiempo, la empresa que había adquirido el equipo, Engavest S.A., acusó a Tony Fernandes de no haberles transmitido las acciones, mientras que este afirmó que no le habían pagado el precio convenido. Ante esta controversia, el equipo entra en concurso de acreedores y se nombra a Finbarr O'Connell como administrador para intentar asegurar su supervivencia. Su delicada situación económica hace que reciban un permiso especial para no competir en Austin e Interlagos a la espera de encontrar un comprador.
En noviembre, Caterham se inscribió bajo el nombre de «1Malaysia Racing Team SDN» para la temporada 2015, ya que es quien poseía los derechos del equipo. Luego el equipo creó una campaña de micromecenazgo para la recaudación de fondos con la intención de regresar a la última carrera del año, en dos semanas lograron recaudar más de los 2,35 millones de libras (3 millones de euros), que confirmaron su presencia en Abu Dabi.
Posteriormente, Marcus Ericsson rompe cualquier tipo de vinculación con el equipo malayo, por lo que no compitió en Abu Dabi, con Will Stevens debutando en la máxima categoría.

### Temporada 2015
Ausente en los tests de pretemporada celebrados en Jerez del 1 al 4 de febrero, la escudería no encontró la financiación necesaria para superar su grave crisis financiera. El 5 de febrero anunció la subasta de los activos del equipo confirmando la desaparición de Caterham en Fórmula 1.

## Sede
La escudería empezó en las instalaciones RTN en Norfolk, Reino Unido, a 10 kilómetros de la fábrica de Lotus Cars. Pero en agosto de 2012, se trasladó definitivamente a Leafield, población donde están situadas las antiguas instalaciones de la escudería Arrows y más recientemente de Super Aguri. El diseño del equipo, fabricación y centro técnico se ubicaron en el Circuito Internacional de Sepang.

## Programa de desarrollo
Durante el paso de Caterham por la Fórmula 1, el equipo protegió a varios pilotos y les dio la oportunidad de participar en pruebas oficiales. Giedo van der Garde y Will Stevens fueron los únicos integrantes que corrieron con el equipo en la F1.

### Lista de pilotos

#### Exmiembros
| Piloto              | Años      | Categorías |
| ------------------- | --------- | --- |
| Giedo van der Garde | 2012      | GP2 Series (2012) |
| Alexander Rossi     | 2012-2014 | Fórmula Renault 3.5 Series (2012) GP2 Series (2013-2014) Campeonato Mundial de Resistencia de la FIA (2013) United SportsCar Championship (2014) |
| Matt Parry          | 2012-2014 | InterSteps Championship (2012) Fórmula Renault 2.0 NEC (2013) Eurocopa de Fórmula Renault 2.0 (2013-2014) Fórmula Renault 2.0 Alpes (2013-2014)  |
| Weiron Tan          | 2012-2014 | JK Racing Asia Series (2012) Fórmula Renault Protyre (2013) Campeonato de Alemania de Fórmula 3 (2014)                                           |
| Daim Hishamuddin    | 2012-2014 | Karting (2012-2014) |
| Sergio Canamasas    | 2013      | GP2 Series (2013) |
| Ma Qing Hua         | 2013      | GP2 Series (2013) |
| Aurélien Panis      | 2013      | Eurocopa de Fórmula Renault 2.0 (2013) Fórmula Renault 2.0 NEC (2013)                                                                            |
| Will Stevens        | 2013-2014 | Fórmula Renault 3.5 Series (2013-2014) Fórmula 1 (2014)                                                                                          |
| Seb Morris          | 2014      | Fórmula Renault 2.0 NEC (2014) Fórmula Renault 2.0 Alpes (2014)                                                                                  |
| Robin Frijns        | 2014      | N/A |
| Nathanaël Berthon   | 2014      | GP2 Series (2014) European Le Mans Series (2014) Formula Acceleration 1 (2014) Campeonato Mundial de Resistencia de la FIA (2014)                |
| Kevin Giovesi       | 2014      | Auto GP (2014) GP2 Series (2014) Eurofórmula Open (2014)                                                                                         |

## Monoplazas
La siguiente galería muestra los diferentes modelos utilizados por Caterham en Fórmula 1.
- 2012-2014

|                      |
| Caterham CT01 (2012) |

|                      |
| Caterham CT03 (2013) |

|                      |
| Caterham CT05 (2014) |